# El talp (programa de televisió)
|  | No s'ha de confondre amb la pel·lícula El talp. |

El Talp va ser un concurs de TV3 (aleshores TVC) presentat per en Pol Izquierdo on 10 concursants havien de superar un seguit de proves, però la missió d'un d'ells (el talp) era la de fer fracassar els altres. Els altres concursants han d'esbrinar qui és el talp mitjançant un test de 20 preguntes que es formula al final de cada programa. Qui menys preguntes encerta queda eliminat. Aquest concurs va ser emès des del 29 d'octubre del 2003 fins al gener del 2004.

## Concursants
| Concursant        | Edat | Origen                | Ocupació                                             | Identitat    |
| Núria Esteve      | 21   | Mollerussa            | Estudiant de psicologia                              | Guanyadora   |
| Gemma Sabaté      | 32   | El Prat de Llobregat  | Llicenciada en Filologia Francesa, Hostessa de terra | El Talp      |
| Ferran Terrades   | 29   | Cardedeu              | Té una botiga i un taller de cotxes                  | 8è Expulsat  |
| Mònica Gelada     | 33   | Salt                  | Administrativa                                       | 7a Expulsada |
| Josep Turu        | 45   | l'Ametlla del Vallès  | Llicenciat en Econòmiques Director d'expansió        | 6è Expulsat  |
| Manel López       | 35   | Viladecavalls         | Comerciant                                           | 5è Expulsat  |
| Engelbert Montalà | 27   | Reus                  | Informador juvenil                                   | 4t Expulsat  |
| Jaume Mimó        | 61   | Cerdanyola del Vallès | Jubilat de banca                                     | 3è Expulsat  |
| Roser Barreda     | 32   | Salou                 | Té una botiga de mobles                              | 2a Expulsada |
| Montserrat Pahisa | 58   | Sant Cugat del Vallès | Mestressa de casa                                    | 1a Expulsada |

## Taula General
– Guanyador.
     – El Talp.
     – El concursant té una exempció i no pot ser eliminat en aquest programa.
     – El concursant és eliminat.
     – El concursant no participa en el programa.
     – El concursant apareix com a convidat.
| Concursant | Programes | Programes | Programes | Programes | Programes | Programes | Programes | Programes | Programes  |
| Concursant | 1         | 2         | 3         | 4         | 5         | 6         | 7         | 8         | 9          |
| ---------- | --------- | --------- | --------- | --------- | --------- | --------- | --------- | --------- | ---------- |
| Núria      |           |           | EXEM.     |           |           |           |           |           | GUANYADORA |
| Gemma      |           |           |           |           |           |           |           |           | TALP       |
| Ferran     |           |           |           |           |           |           |           |           | ELIM.      |
| Mònica     |           |           |           |           |           |           | ELIM.     | CONVI.    | CONVI.     |
| Josep      |           |           | EXEM.     |           |           | ELIM.     |           | CONVI.    | CONVI.     |
| Manel      |           |           |           |           | ELIM.     |           |           | CONVI.    | CONVI.     |
| Engelbert  |           |           |           | ELIM.     |           |           |           | CONVI.    | CONVI.     |
| Jaume      |           |           | ELIM.     |           |           |           |           | CONVI.    | CONVI.     |
| Roser      |           | ELIM.     |           |           |           |           |           | CONVI.    | CONVI.     |
| Montserrat | ELIM.     |           |           |           |           |           |           | CONVI.    | CONVI.     |

## Programes

### Programa 1
| Programa 1                            | Programa 1                            | Programa 1                            |
| Data d'emissió : 29 d'Octubre de 2003 | Data d'emissió : 29 d'Octubre de 2003 | Data d'emissió : 29 d'Octubre de 2003 |
| Prova                                 | Diners Guanyats                       | Diners per Guanyar                    |
| ------------------------------------- | ------------------------------------- | ------------------------------------- |
| Fer el Salt                           | 6.000 €                               | 6.000 €                               |
| Memòria i coneixement                 | 0                                     | 2.000 €                               |
| Recercant Dalí                        | 1.500 €                               | 3.000 €                               |
| Pot acumulat                          | 7.500 €                               | 11.000 €                              |
| Eliminació                            |                                       |                                       |
| Montserrat                            | 1a Eliminada                          | 1a Eliminada                          |

#### Prova 1 " FER EL SALT "
Minuts després de trobar-se al Cap de Creus, el primer trasbals. Els que es creuen més valents (Josep, Ferran, Manel, Engelbert i Núria) han de saltar des d'una grua, situada en un penyasegat, lligats a una goma elàstica. Els altres (Jaume, Gemma, Mònica, Roser i Montserrat), més confiats, també saltaran: des de 4 mil metres. La major part, de caiguda lliure; la resta, amb paracaigudes.Tots passen la prova, alguns amb força terror.

#### Prova 2: " MEMÒRIA I SUPERVIVÈNCIA "
La memorització de les seves dades personals (edat, pes, alçada...) els dona les pistes per trobar tot el que cal per passar confortablement la primera nit a l'aire lliure. També els cal sentit de l'orientació per cercar les pistes per la badia de Portlligat. La prova serveix també per comprovar les prioritats dels concursants: l'equip abans que els diners.

#### Prova 3: " RECERCANT DALÍ "
Els indrets típicament dalinians (Cadaqués, Portlligat i Figueres) com a escenaris d'una prova vertiginosa. Repartits en petits equips comunicats i contrarellotge, els concursants han de resoldre enigmes sobre la vida i l'obra de Dalí.
Només aconsegueixen superar una mínima part de la prova.

### Programa 2
| Programa 2                              | Programa 2                              | Programa 2                              |
| Data d'emissió : 05 de Novembre de 2003 | Data d'emissió : 05 de Novembre de 2003 | Data d'emissió : 05 de Novembre de 2003 |
| Prova                                   | Diners Guanyats                         | Diners per Guanyar                      |
| --------------------------------------- | --------------------------------------- | --------------------------------------- |
| El Segrest                              | 4.500 €                                 | 4.500 €                                 |
| Suquet amb llamàntol                    | 0                                       | 4.000 €                                 |
| Pot acumulat                            | 12.00 €                                 | 19.500 €                                |
| Eliminació                              |                                         |                                         |
| Roser                                   | 2a Eliminada                            | 2a Eliminada                            |

#### Prova 1: " EL SEGREST"
Un dels concursants, Josep, és segrestat de matinada. Els altres han d'intentar alliberar-lo en un espectacular desplegament per l'aire i pel subsòl del castell de Sant Ferran de Figueres. Per primer cop, un dels concursants té l'oportunitat de trair el grup a canvi d'evitar la propera eliminació.
Passen la prova, tot i que sorgeixen les primeres desavinences entre el Jaume i la resta del grup, sobretot, la Núria.

#### Prova 2: " SUQUET AMB LLAMÀNTOL"
Dos grups amb feines feixugues: Jaume, Mònica i Ferran han de pesar i fer un suquet; Josep, Manel, Engelbert i Núria han de portar un llamàntol viu fins al restaurant amb uns vehicles atrotinats. Roser i Gemma, en canvi, passen el matí envoltades de luxes.
Els primers passen la prova, però se'ls anul·la perquè la Mònica ha robat un pebrot en una botiga. Els segons també arriben a temps, però perden els diners per no haver respectat el codi de la circulació.

### Programa 3
| Programa 3                              | Programa 3                              | Programa 3                              |
| Data d'emissió : 19 de Novembre de 2003 | Data d'emissió : 19 de Novembre de 2003 | Data d'emissió : 19 de Novembre de 2003 |
| Prova                                   | Diners Guanyats                         | Diners per Guanyar                      |
| --------------------------------------- | --------------------------------------- | --------------------------------------- |
| Tractors a cegues                       | 0                                       | 3.500 €                                 |
| Llibres sobre rodes                     | 3.000 €                                 | 3.000 €                                 |
| Collita del 2003                        | 0                                       | 4.000 €                                 |
| Pot acumulat                            | 15.000 €                                | 30.000 €                                |
| Exempció                                |                                         |                                         |
| Josep - Núria                           | P1 Tractors a cegues                    | P1 Tractors a cegues                    |
| Eliminació                              |                                         |                                         |
| Jaume                                   | 3è Eliminat                             | 3è Eliminat                             |

#### Prova 1: " TRACTORS A CEGUES"
Cada parella de concursants ha de portar un tractor per un itinerari complicat. Un és al volant, amb els ulls embenats, i l'altre el dirigeix a distància. Per passar la prova, han d'arribar tots al mateix temps.
El Josep i la Núria, però, decideixen arribar molt abans que els altres i així guanyar una exempció.
L'acció provoca la primera gran crisi en el grup.

#### Prova 2: " LLIBRES SOBRE RODES"
Han de resoldre vertiginosament enigmes literaris a la biblioteca de Montblanc. Cada encert permetrà que un d'ells pugi a la tartana que fa un trajecte per la ciutat medieval.
Quan acaba el circuit, tots vuit són a dalt de la tartana: passen la prova, tot i que han estat incapaços de resoldre un dels enigmes.

#### Prova 3: " COLLITA DEL 2003"
Una immersió en la cultura del vi. Quatre dels concursants han d'aprendre a distingir les varietats del raïm mitjançant els grans i les fulles. Després, hauran de competir contra els campions de Sitges trepitjant raïms. Els altres quatre han de saber apreciar les subtileses dels vins en un tast.
No superen cap de les proves.

### Programa 4
| Programa 4                              | Programa 4                              | Programa 4                              |
| Data d'emissió : 26 de Novembre de 2003 | Data d'emissió : 26 de Novembre de 2003 | Data d'emissió : 26 de Novembre de 2003 |
| Prova                                   | Diners Guanyats                         | Diners per Guanyar                      |
| --------------------------------------- | --------------------------------------- | --------------------------------------- |
| Globus i Andròmines                     | 5.000 €                                 | 5.500 €                                 |
| Tomàquets verds fregits                 | 4.000 €                                 | 4.000 €                                 |
| Suma i resta                            | 500 €                                   | 3.000 €                                 |
| Pot acumulat                            | 24.500 €                                | 42.500 €                                |
| Eliminació                              |                                         |                                         |
| Engelbert                               | 4t Eliminat                             | 4t Eliminat                             |

#### Prova 1: " GLOBUS I ANDRÒMINES"
Un globus aerostàtic a trenta metres sobre l'Ebre i una tirolina fins a l'altre costat del riu. I encara més: un itinerari de sis quilòmetres pel riu amb diversos vehicles aquàtics, des d'una canoa de competició fins a una barqueta de rems inflable. Concursants teòricament preparats, com el Josep o el Ferran, fracassen en els seus vehicles. La prova se supera gràcies a l'esforç individual de l'Engelbert i la Gemma.

#### Prova 2: " TOMÀQUETS VERDS FREGITS"
De matinada, en un centre comercial. El repte: obtenir productes diversos i, evitar, al mateix temps, els vigilants armats. Un dels concursants els ajuda gràcies a la visió de les càmeres de seguretat. Passen la prova, perquè dos dels concursants (Josep i Engelbert) arriben a la sortida. La Núria, en canvi, se salta totes les regles del joc i posa en perill els guanys de la prova.

#### Prova 3: " SUMA I RESTA"
Un grup de concursants (Manel, Mònica i Gemma) resol qüestions relacionades amb el parc natural del Delta de l'Ebre. Al mateix temps, l'altre grup (Núria, Engelbert, Ferran, i Josep) supera proves durant la festa de l'arròs de Deltebre. Però la prova té un parany: mentre les proves del segon grup sumen guanys, les del primer en resten (sense saber-ho). Els del segon grup resolen la qüestió enviant l'Engelbert a advertir els del primer grup. Així aconsegueixen no acumular pèrdues.

### Programa 5
| Programa 5                              | Programa 5                              | Programa 5                              |
| Data d'emissió : 03 de Desembre de 2003 | Data d'emissió : 03 de Desembre de 2003 | Data d'emissió : 03 de Desembre de 2003 |
| Prova                                   | Diners Guanyats                         | Diners per Guanyar                      |
| --------------------------------------- | --------------------------------------- | --------------------------------------- |
| El Salt de la Núvia                     | 2.000 €                                 | 4.500 €                                 |
| Els tres focs                           | 3.000 €                                 | 3.000 €                                 |
| Aigües braves                           | 0                                       | 4.000 €                                 |
| Pot acumulat                            | 29.500 €                                | 54.000 €                                |
| Eliminació                              |                                         |                                         |
| Manel                                   | 5è Eliminat                             | 5è Eliminat                             |

#### Prova 1: " EL SALT DE LA NÚVIA"
Una llegenda tradicional del Pallars dona peu a la prova. Per esbrinar com va morir una núvia casada a la força, calia fer un ràpel per les roques per on va saltar. El fan el Manel i la Mònica i descobreixen una carta en què la núvia anuncia el seu suïcidi. Mentrestant, el Josep i la Gemma han de portar un ramat d'ovelles fins a un tancat. Comencen molt bé, però les ovelles acaben repartides per tota la muntanya.

#### Prova 2: " ELS TRES FOCS"
Un repte facilíssim: per parelles, han de mantenir tres focs encesos durant mitja hora. I també una temptació que podia resultar irresistible: si una foguera acaba apagada, la parella responsable guanyarà dues exempcions. Sobre tot el Ferran i la Mònica estan a punt d'apagar el seu foc. Finalment, però, superen la prova.

#### Prova 3: "AIGÜES BRAVES"
Els 6 concursants han de construir amb troncs un tram d'un rai i, després, afrontar els corrents del Noguera Pallaresa fins a la Pobla de Segur. El viatge com els antics raiers no supera els pocs centenars de metres, ja que xoquen contra la primera pedra que troben al riu. Abandonen.

### Programa 6
| Programa 6                              | Programa 6                              | Programa 6                              |
| Data d'emissió : 10 de Desembre de 2003 | Data d'emissió : 10 de Desembre de 2003 | Data d'emissió : 10 de Desembre de 2003 |
| Prova                                   | Diners Guanyats                         | Diners per Guanyar                      |
| --------------------------------------- | --------------------------------------- | --------------------------------------- |
| Tres vehicles i un destí                | 3.000 €                                 | 3.000 €                                 |
| En camp contrari                        | 2.000 €                                 | 4.500 €                                 |
| La recerca del Greal                    | 1.000 €                                 | 5.000 €                                 |
| Pot acumulat                            | 35.500 €                                | 66.500 €                                |
| Eliminació                              |                                         |                                         |
| Josep                                   | 6è Eliminat                             | 6è Eliminat                             |

#### Prova 1: "TRES VEHICLES I UN DESTÍ"
Un trajecte difícil per un camí de muntanya i tres maneres d'afrontar-lo: amb tot terreny, amb bicicleta i a peu. El problema és que hi ha condicionaments horaris en l'hora d'arribada que obliguen a marcar-se una estratègia de ferro. A més, una dificultat en forma de grans troncs i pedres al mig del camí gairebé els fa fracassar. Superen la prova tot i que el Ferran té moltes temptacions d'aprofitar una exempció.

#### Prova 2: " EN CAMP CONTRARI"
Han de jugar i apostar contra gent del país en jocs típics de la zona: el Ferran i el Josep, a bitlles; la Mònica i la Gemma, al dòmino, i la Núria, a la rutlla. Tenen la facultat d'elegir els contrincants. Poden guanyar i poden restar del pot acumulat. Finalment, només la Núria fracassa.

#### Prova 3: "LA RECERCA DEL GREAL"
En el més pur estil Indiana Jones, han de trobar el calze o el plat que va recollir la sang de Jesucrist i que es troba en una de les esglésies romàniques de la Vall de Boí. Calia trobar pistes, actuar de guia turístic (la Gemma) i posar en acció tot l'enginy per evitar tots els entrebancs que protegeixen el Greal.
Aconsegueixen trobar-lo, però només guanyen mil euros, perquè fallen en algunes proves i perquè superen el temps establert.

### Programa 7
| Programa 7                              | Programa 7                              | Programa 7                              |
| Data d'emissió : 17 de Desembre de 2003 | Data d'emissió : 17 de Desembre de 2003 | Data d'emissió : 17 de Desembre de 2003 |
| Prova                                   | Diners Guanyats                         | Diners per Guanyar                      |
| --------------------------------------- | --------------------------------------- | --------------------------------------- |
| El pont del mico                        | 0                                       | 4.500 €                                 |
| Art a la ciutat                         | 3.500 €                                 | 5.000 €                                 |
| Confiaça cega                           | 3.000 €                                 | 3.000 €                                 |
| Pot acumulat                            | 42.000 €                                | 79.000 €                                |
| Eliminació                              |                                         |                                         |
| Mònica                                  | 7a Eliminada                            | 7a Eliminada                            |

#### Prova 1: "EL PONT DE MICO"
Un pont tibetà, tres simples cordes per travessar el Portal de l'Àngel de Barcelona, a 30 metres de terra. Després, una prova d'orientació per la ciutat i arribar al zoo abans que els ximpanzés no es mengin el premi.
No guanyen el premi perquè perden molt temps, sobretot la Núria, en el pont tibetà i, a més, tallen un cable equivocat del mecanisme d'on penja el xec del premi.

#### Prova 2: " ART DE CIUTAT"
La Mònica i la Núria han d'aconseguir 25 euros a la Rambla en una hora, com ho fan desenes d'artistes de carrer cada dia: actuant. Elles es dediquen a tirar les cartes per endevinar el futur i superen la prova.
Mentrestant, la Gemma i el Ferran ha de pintar un grafit en una de les parets del barri del Raval. Un jurat expert reconeix el grafit dels concursants i per això perden part del premi, però els seus companys també endevinen quin és el que han pintat i això els dona l'altra meitat del premi.

#### Prova 3: "CONFIANÇA CEGA"
En una carpa de circ, la Mònica ha de convèncer els altres tres per sotmetre's a situacions de risc i a cegues: posar-se al davant d'un llançador de punyals, llançar flames per la boca i saltar des d'un trapezi.
La Núria i el Ferran ho fan, mentre que la Gemma, no, per evitar una exempció per a la Mònica, que tampoc no s'havia esforçat per aconseguir-la.

### Programa 8
| Programa 8                              | Programa 8                              | Programa 8                              |
| Data d'emissió : 24 de Desembre de 2003 | Data d'emissió : 24 de Desembre de 2003 | Data d'emissió : 24 de Desembre de 2003 |
| Prova                                   | Diners Guanyats                         | Diners per Guanyar                      |
| --------------------------------------- | --------------------------------------- | --------------------------------------- |
| Taules i taulons                        | 2.500 €                                 | 2.500 €                                 |
| El metro dels eliminats                 | 0                                       | 3.500 €                                 |
| Habitacions amb pistes                  | 0                                       | 6.000 €                                 |
| Pot acumulat                            | 44.500 €                                | 90.000 €                                |

#### Prova 1: "TAULES I TAULONS"
Una estructura de taules davant de l'Arc del Triomf de Barcelona i dos taulons de fusta per passar d'una taula a una altra. El problema sorgeix quan cal unir els dos taulons sobre el buit d'alguna manera per accedir a la taula següent. La Núria i la Gemma troben el sistema de fer contrapès i poder seguir el trajecte fins al final. Superen la prova.

#### Prova 2: " EL METRO DELS ELIMINATS"
Els set concursants eliminats en capítols anteriors tornen al programa com a jutges dels seus companys. Cada un disposa d'un vot: a favor d'un dels supervivents, en contra o en blanc. Un vot a favor o en contra es tradueix en un encert més o menys, respectivament, en el test final. Per superar la prova, han d'aconseguir un mínim de quatre vots en blanc. Però el Ferran i la Núria juguen decididament a guanyar vots: 4 per a la Núria i 1 pel Ferran. La Gemma busca els vots en blanc: 2. No guanyen el premi.

#### Prova 3: "HABITACIONS AMB PISTES"
Un repte diabòlic per acabar la sèrie. Els tres concursants estan tancats en tres habitacions d'un hotel. Al seu voltant, un grapat de pistes evidents o amagades per facilitar-los la sortida. Però cal compartir-les... i ni saben a quina habitació estan! Quasi ho aconsegueixen. No obstant això, la Gemma no assoleix tocar en un xilofon les cinc notes musicals que li haguessin obert la porta.